# Carlo Stagno d'Alcontres
Carlo Stagno d'Alcontres (Messina, 20 maggio 1913 – Messina, 24 giugno 1981) è stato un politico italiano, 8º Principe di Montesalso e di Alcontres e Palizzi e sindaco di Messina.

## Biografia

### Origini
Appartenente alla famiglia nobiliare messinese degli Stagno d'Alcontres, nasce a Messina, figlio del Principe Don Alberto Stagno Monroy d'Alcontres e di Donna Ildefonsa Calapaj. Alla morte del padre diventa capo della famiglia come 8º principe di Montesalso, principe di Alcontres e di Palizzi, marchese di Soreto e Roccalumera, barone di Placapaiana e conte di Quintana.
È fratello dell'onorevole Ferdinando Stagno D'Alcontres, presidente dell'Assemblea regionale siciliana, cugino del senatore Carlo Stagno Villadicani d'Alcontres e zio dell'onorevole Francesco Stagno d'Alcontres.
Sua sorella Donna Alberta Stagno d'Alcontres Calapaj ha sposato il più volte Ministro della Repubblica Gaetano Martino: sono i genitori del ministro Antonio Martino.

### Attività Politica
Nel 1948, nelle prime elezioni politiche per il parlamento, fu eletto Deputato alla Camera, nella lista della Democrazia Cristiana, nel collegio Sicilia orientale.

### Onorificenze
Cavalieri di Onore e Devozione Sovrano Militare Ordine Ospedaliero di San Giovanni di Gerusalemme di Rodi e di Malta